# Coupe (récipient)
Pour les articles homonymes, voir coupe.

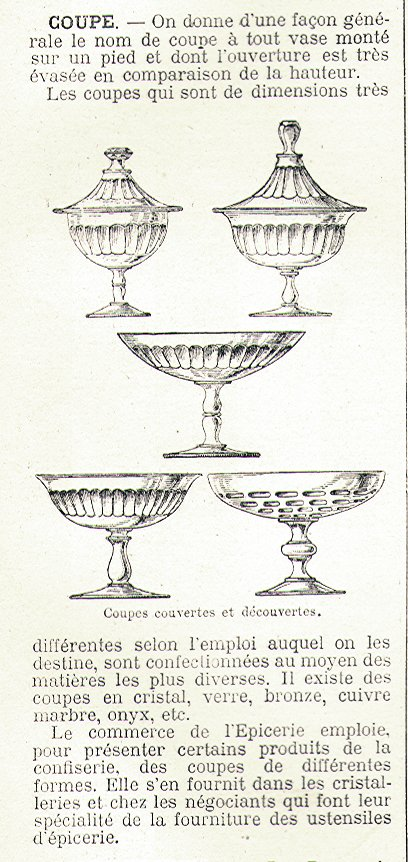
Coupe : Dictionnaire encyclopédique de l'épicerie et des industries annexes par Albert Seigneurie, édité par L'Épicier en 1904

Une coupe est un récipient de forme évasée, généralement hémisphérique, plus large que haut et donc peu profond. Une coupe peut être fabriquée dans divers matériaux : verre, terre cuite, métal... Le terme désigne aussi le contenu de ce récipient (métonymie) : « boire une coupe de champagne ».
Une coupe à boire est munie d'un pied unique et est, de nos jours, généralement en cristal. On connaît surtout la coupe à champagne (concurrencée par la flûte). La coupe est un verre très évasé et moins haut que la flûte.
Une coupe, généralement sans pied, de taille variable, peut aussi servir à recevoir différents aliments, notamment des fruits, la glace (coupe glacée)...

## Coupes de la Préhistoire et de l'Antiquité

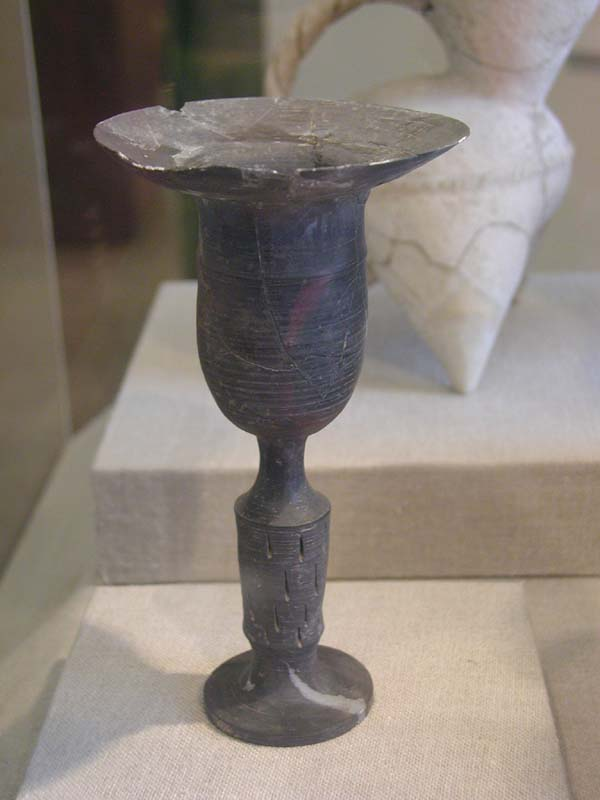
Coupe noire « coquille d'œuf » typique de la culture de Longshan, 2900-1900 avant l'ère commune. Université de Pékin.
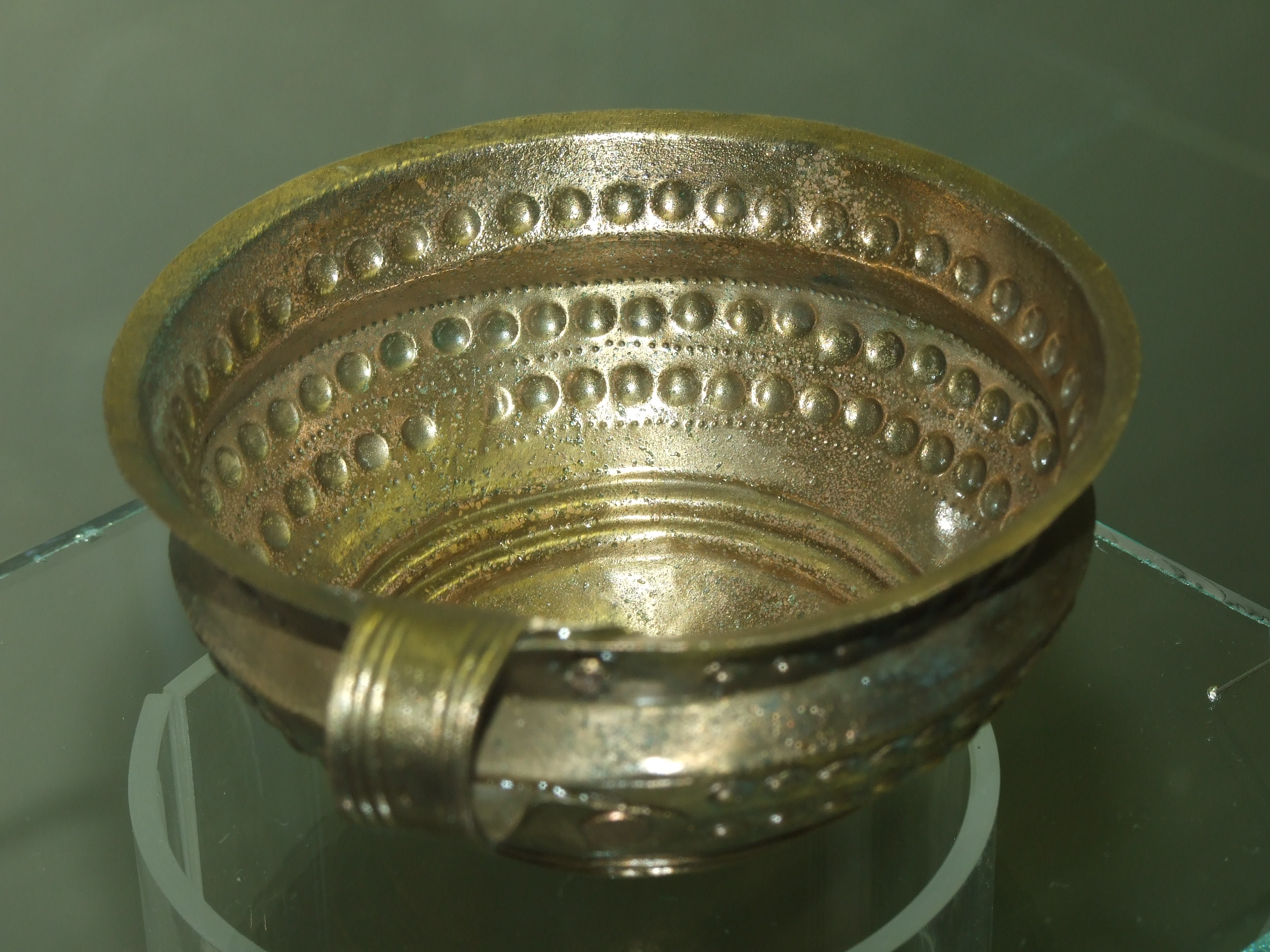
Coupe de l’âge du bronze – Musée national de Prague.
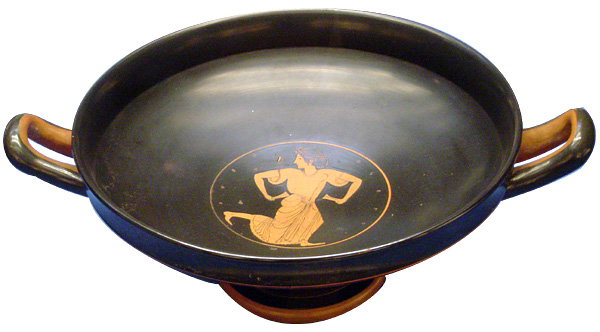
Kylix à figures rouges du Peintre d'Euergidès, v. -500, British Museum.
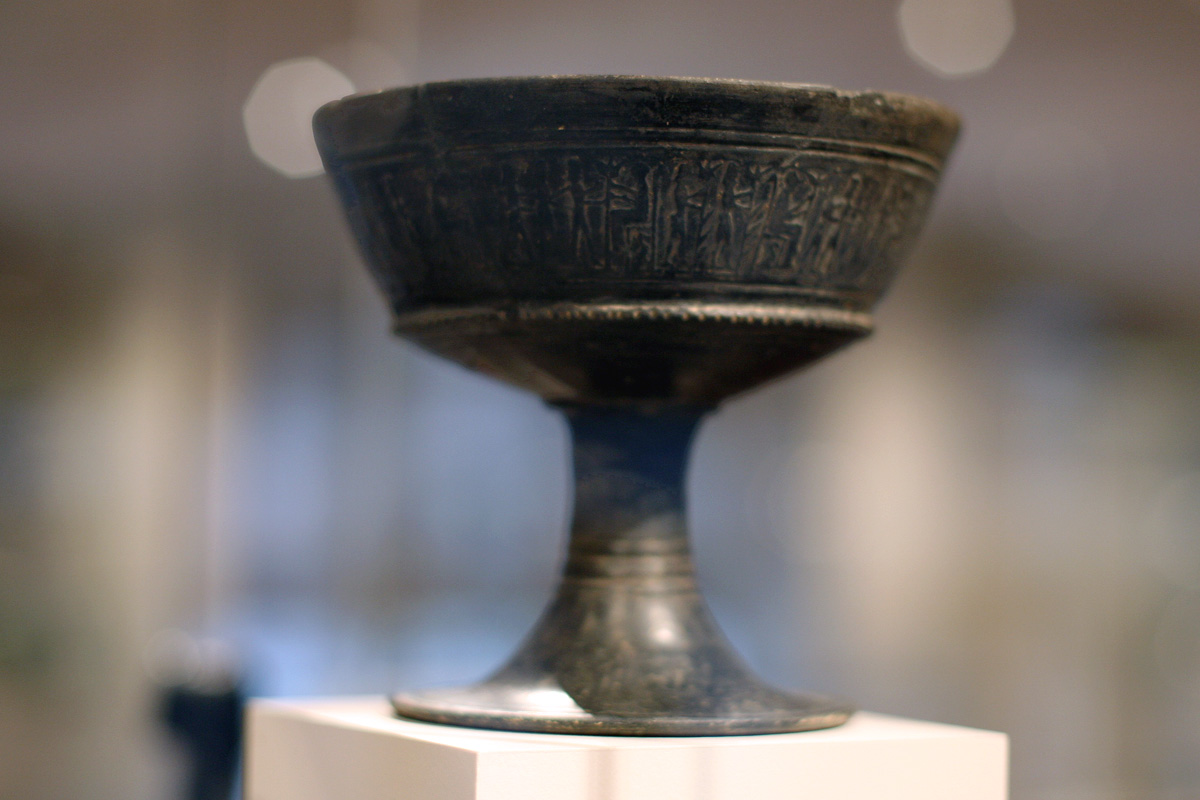
Coupe étrusque.

## Symbolisme
La coupe, dans la religion judéo-chrétienne, connote parfois un destin favorable. Elle est aussi symbole de plaisir et de déboire à cause de son rapprochement avec l’alcool. Beaucoup plus communément, la coupe évoque l'idée d'un destin funeste. Souvent, pour exprimer l'idée de châtiment, de jugement divin contre l'ennemi, on utilise l’expression « boire la coupe », ou même « boire la coupe de la colère de Dieu ».

## Légendes autour de la coupe
La légende veut que la forme de la coupe de champagne fut modelée sur le sein de Marie-Antoinette d’Autriche, Joséphine de Beauharnais, Madame de Pompadour, Madame Du Barry, Diane de Poitiers, la duchesse Anne-Iris Lemaître de Hongrie ou encore Hélène de Troie. En réalité, la coupe aurait été projetée pour le champagne en Angleterre en 1663, précédant ainsi celle des aristocrates français de presque un siècle.
- Au XVIIe siècle un moine bénédictin aurait trouvé le moyen d’emprisonner les bulles de dioxyde de carbone dans un récipient en forme de coupe, qui fut fabriquée en Angleterre vers l’an 1663.
- Une coïncidence peut-être mais, sous Marie-Antoinette d'Autriche, un artiste nommé Jean-Jacques Lagrenée (1739-1821), attaché à la manufacture nationale de Sèvres, réalisa un service pour la laiterie de la Reine au château de Rambouillet ; une des coupes de ce service, appelée "bol sein", qui servait à consommer du lait et non du champagne, qui est reproduite au musée national de Céramique de Sèvres a la forme d’un sein que la légende veut qu’elle fut moulée sur celui de la Reine[3].

## Types de coupes
Coupe à champagneprofil arrondi, la large surface de contact avec le verre signifie de plus que le champagne perd plus rapidement ses bulles. Cet effet était alors recherché, puisque le champagne était consommé avec un batteur à champagne, afin de réduire la quantité de bulles du breuvage et éviter les éructations en soirées.
Principe des bulles : la forme du verre aide le dioxyde de carbone à remonter plus ou moins rapidement, et plus une bulle de champagne à de l’espace pour remonter, plus elle grossit : donc comme la coupe présente une surface plus importante que la flûte, les bulles de gaz carbonique s’en échappent deux à trois fois plus vite.
Verre à cocktailsa coupe à cocktail à un profil tronconique surmontant un pied fin en verre,
Coupe à glacede profil arrondi à la base, se fait en toute matière avec une préférence pour le métal inox,
Coupe à salade de fruitsson profil peut être arrondi ou tronconique selon les modèles, généralement en verre translucide ou opaque.
Coupe de présentationCoupe de taille, de forme et de matière très variables qui servent à la présentation de denrées alimentaires ou pour simple ornementation à l'intérieur d'un appartement.

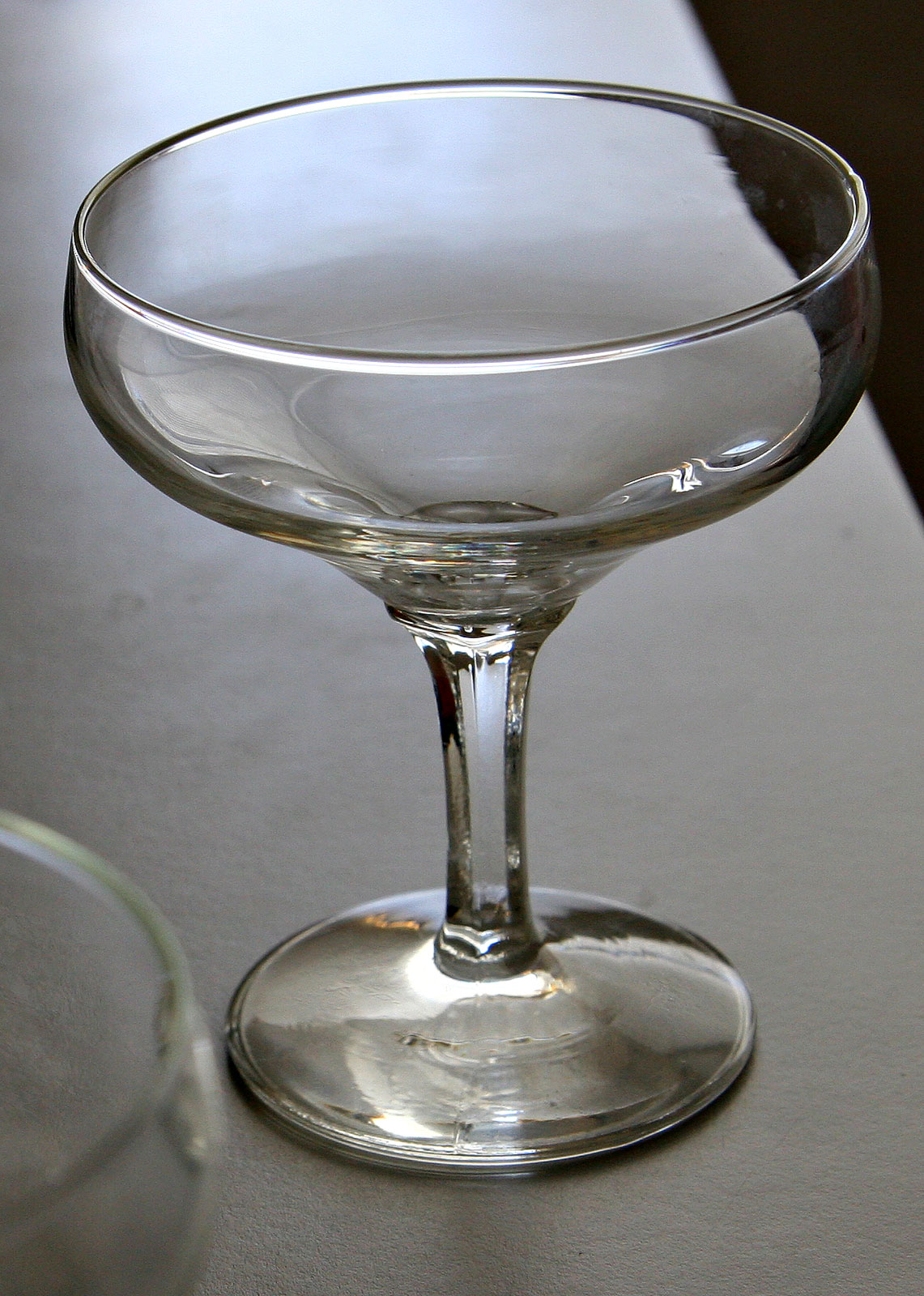
Coupe à champagne.
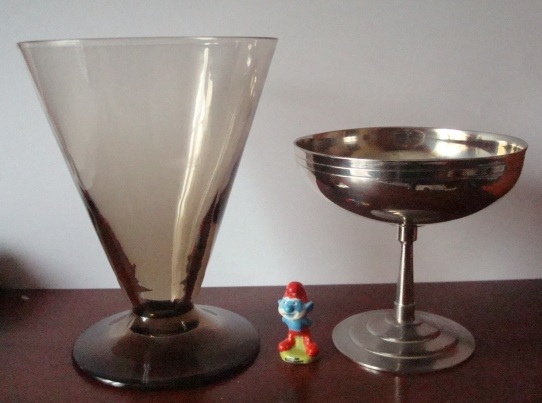
Coupes à fruit et à glace.
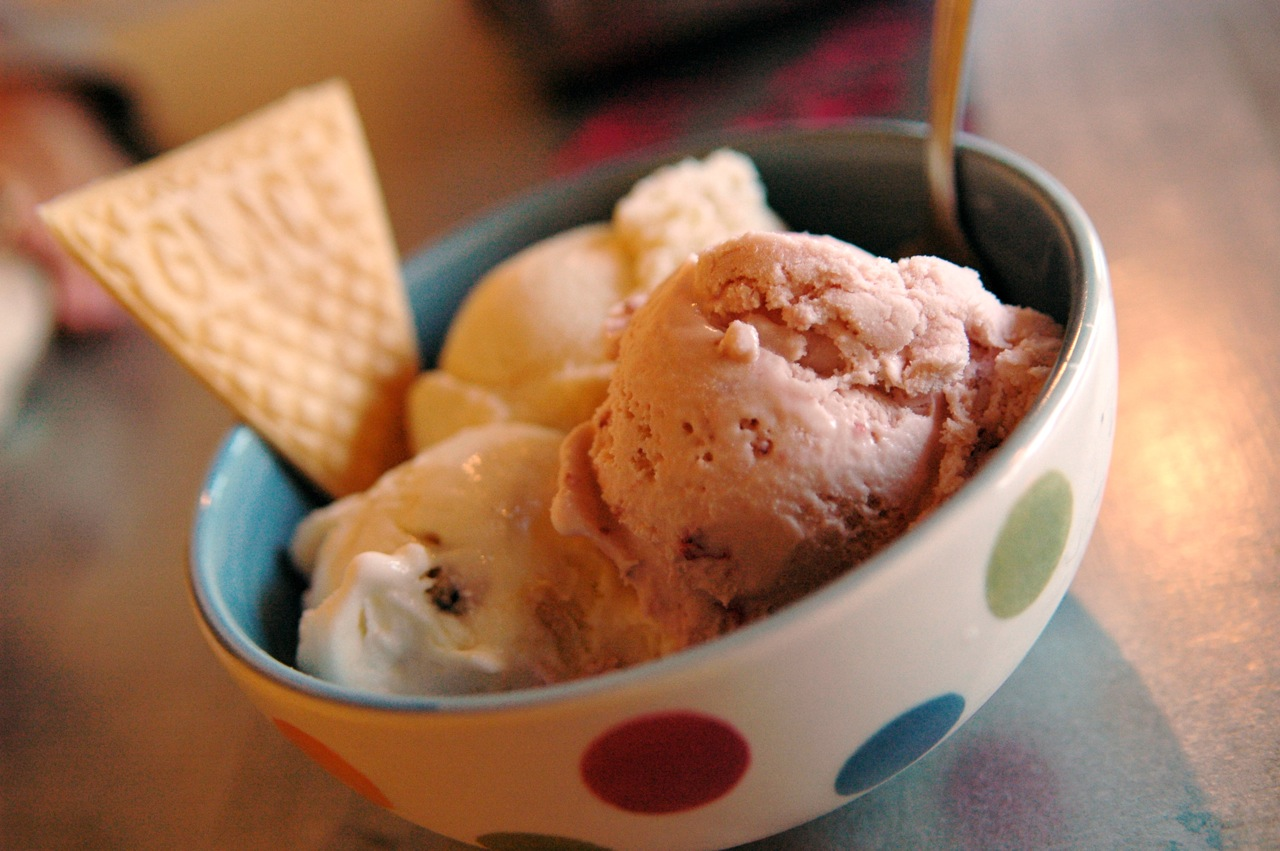
Coupe de glace.
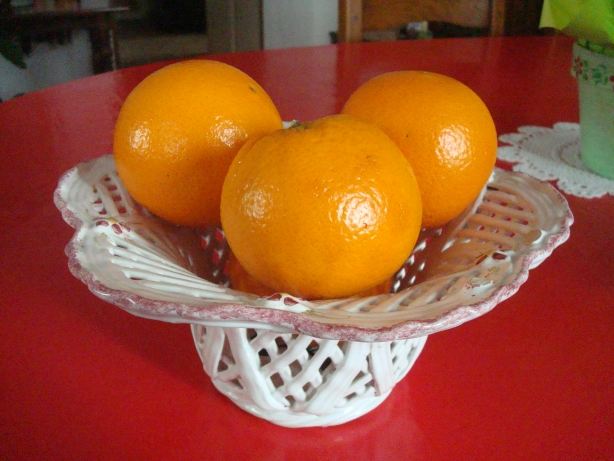
Coupe en « biscuit » (Italie).
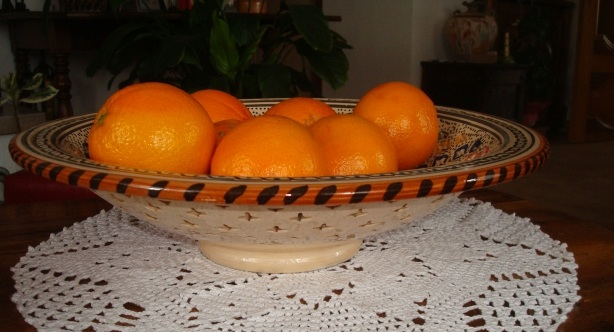
Coupe en terre vernissée (Tunisie).

## Expressions
- « Il y a loin de la coupe aux lèvres » : un projet peut rencontrer des obstacles.
- « Boire la coupe jusqu'à la lie » : supporter jusqu'au bout un mal, une souffrance.
- « La coupe est pleine » : être arrivé à la limite du supportable.

## Sources et référence
1. ↑  Jean-Noël Kapferer et Vincent Bastien, Luxe oblige, Éditions Eyrolles, 2012, p. 112
2. ↑  (en) Barbara Mikkelson, « Champagne Glass Origin », sur snopes.com, 3 mars 2002 (consulté le 7 avril 2023).
3. ↑  céramiques de Sèvres
4. ↑  Études du docteur Liger-Belair et ses collègues de l’université de Reims